# Lithocarpus triqueter
Lithocarpus triqueter (Hickel & A.Camus) A.Camus – gatunek roślin z rodziny bukowatych (Fagaceae Dumort.). Występuje naturalnie w południowych Chinach – w południowo-wschodnim Junnanie. 

## Morfologia
PokrójZimozielone drzewo.
LiścieBlaszka liściowa jest nieco skórzasta i ma kształt od podługowatego do lancetowato eliptycznego. Mierzy 15–25 cm długości oraz 5–7 cm szerokości, jest całobrzega, ma klinową lub zbiegającą po ogonku nasadę i spiczasty wierzchołek. Ogonek liściowy jest nagi i ma 20–25 mm długości.
OwoceOrzechy o niemal kulistym kształcie, dorastają do 16–24 mm średnicy. Osadzone są pojedynczo w miseczkach o niemal kulistym kształcie, które mierzą 22–26 mm średnicy. Orzechy są całkowicie otulone w miseczkach.

## Biologia i ekologia
Rośnie w wiecznie zielonych lasach. Występuje na wysokości od 600 do 1200 m n.p.m. Kwitnie w czerwcu, natomiast owoce dojrzewają od września do października.